# Río Herminita
El río Herminita es un curso natural de agua que nace cerca del monte Cazuela y fluye con dirección general sureste hasta desembocar en el río Grande de Tierra del Fuego.

## Trayecto
Nace cerca del monte Cazuela con el nombre de río Munizaga y a lo largo de su desarrollo de 70 km recibe numerosos afluentes, entre ellos el estero Evans, el estero Wilson, que tiene como afluente al estero Huáscar.: 620 
Los ríos Moneta y Herminita se desarrollan en una región que estuvo inexplorada hasta entrado el siglo XX. El mapa de Luis Risopatrón publicado en 1910 muestra solo el río Moneta (sin el río Herminita).
Hans Niemeyer y también la publicación del gobierno argentino y el mapa del gobierno de Santa Cruz asocian al nombre Herminita el río que desemboca en el río Grande a 110 km de su origen y al nombre Moneta el río que desemboca a 140 km del origen del río Grande. Sin embargo, el mapa de las FF. AA. de los EE. UU. los señala en orden invertido en el mapa ONC-T18, primero desemboca el Moneta y aguas abajo otro río proveniente de Chile que solo puede ser el Herminita.

## Caudal y régimen
El río tiene un caudal representativo de 1,7 m³/s.

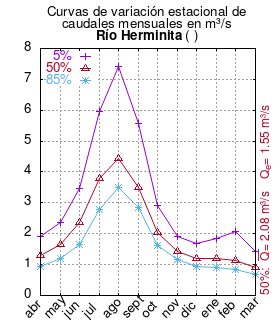
Curvas de variación estacional del río Herminita.

El caudal del río (en un lugar fijo) varía en el tiempo, por lo que existen varias formas de representarlo. Una de ellas son las curvas de variación estacional que, tras largos periodos de mediciones, predicen estadísticamente el caudal mínimo que lleva el río con una probabilidad dada, llamada probabilidad de excedencia. La curva de color rojo ocre (con {\displaystyle {\color {Red}\vartriangle }}) muestra los caudales mensuales con probabilidad de excedencia de un 50%. Esto quiere decir que ese mes se han medido igual cantidad de caudales mayores que caudales menores a esa cantidad. Eso es la mediana (estadística), que se denota Qe, de la serie de caudales de ese mes. La media (estadística) es el promedio matemático de los caudales de ese mes y se denota {\displaystyle {\overline {Q}}}. 
Una vez calculados para cada mes, ambos valores son calculados para todo el año y pueden ser leídos en la columna vertical al lado derecho del diagrama. El significado de la probabilidad de excedencia del 5% es que, estadísticamente, el caudal es mayor solo una vez cada 20 años, el de 10% una vez cada 10 años, el de 20% una vez cada 5 años, el de 85% quince veces cada 16 años y la de 95% diecisiete veces cada 18 años. Dicho de otra forma, el 5% es el caudal de años extremadamente lluviosos, el 95% es el caudal de años extremadamente secos. De la estación de las crecidas puede deducirse si el caudal depende de las lluvias (mayo-julio) o del derretimiento de las nieves (septiembre-enero).